# Silétská oblast
Silétská oblast je jedna z osmi oblastí Bangladéše. Jejím hlavním městem je Silét, po kterém zároveň nese svůj název. Vznikla v roce 1995 oddělením od Čattagrámské oblasti. V roce 2022 zde žilo přibližně 11 milionů obyvatel. Oficiálním jazykem oblasti je bengálština. Leží na východě země, přičemž sousedí s bangladéšskými oblastmi Čattagrám na jihozápadě a Dháka a Mymensingh na západě. Dále sdílí hranici s Indií, a to konkrétně s regiony Méghálaj, Assam a Tripura. 